# Egeu
Egeu sau Aegeus a fost un rege legendar al Atenei, fiul lui Pandion și frate cu Pallas, Nisos și Licos. Este cunoscut îndeosebi ca fiind tatăl eroului Tezeu.

## Mitologie
După moartea lui Pandion, cei patru frați au reușit să smulgă Atena de sub controlul lui Metion, care îl îndepărtase pe Pandion de la putere. Egeu a devenit rege. S-a căsătorit cu Meta, apoi cu Calciope fiica lui Rexenor.
Niciuna din soții nu i-a născut un moștenitor, așa că Egeu a început să se teamă că își va pierde puterea. Pentru a ieși din această dilemă, Egeu a făcut o călătorie la Delfi (Delphi), pentru a cere un sfat de la Pitia. Ea i-a dat un răspuns profetic criptic: "Nu dezlega gura burdufului cu vin înainte de a ajunge pe dealurile Atenei".
Pe drumul său de întoarcere la Atena, Egeu a înnoptat în orașul Troezen. Regele din Troezen, pe nume Piteu (Pittheus) era vestit pentru înțelepciunea sa, astfel că Egeu l-a rugat să-i tălmăcească profeția aceasta ciudată. Piteu a înțeles pe dată despre ce era vorba. Ca urmare, l-a îmbătat pe Egeu și i-a prezentat-o pe fiica sa, Aethra. Dimineața, Egeu a aflat că Aethra era fiica lui Piteu și a înțeles ce s-a întâmplat. Egeu i-a spus acesteia că va lăsa o sabie și o pereche de sandale sub o stâncă mare din Troezen și, de va fi să nască un fiu, acesta era hărăzit să ridice aceste obiecte atunci când va fi la o vârstă care să-i permită să călătorească la Atena. I-a cerut ca fiul ei să călătorească în taină, deoarece Egeu se temea că cei cincizeci de fii ai lui Pallas complotează împotriva sa.
Egeu s-a întors la Atena, unde s-a căsătorit cu vrăjitoarea Medea. Aceasta l-a convins că poate să-l salveze din situația de a nu avea moștenitori, și, până la urmă, i-a născut un fiu, pe Medus. Între timp, și Aethra născuse un fiu, pe care l-a numit Tezeu, care a fost crescut la Troezen de Piteu. Aethra și Piteu i-au ascuns numele tatălui său, iar Piteu chiar a răspândit zvonul că tatăl copilului ar fi zeul Poseidon. Când Tezeu a crescut, Aethra l-a condus la stâncă și i-a spus adevărul despre tatăl său. Tezeu a ridicat cu ușurință stânca, a luat sabia și sandalele și a pornit spre Atena.

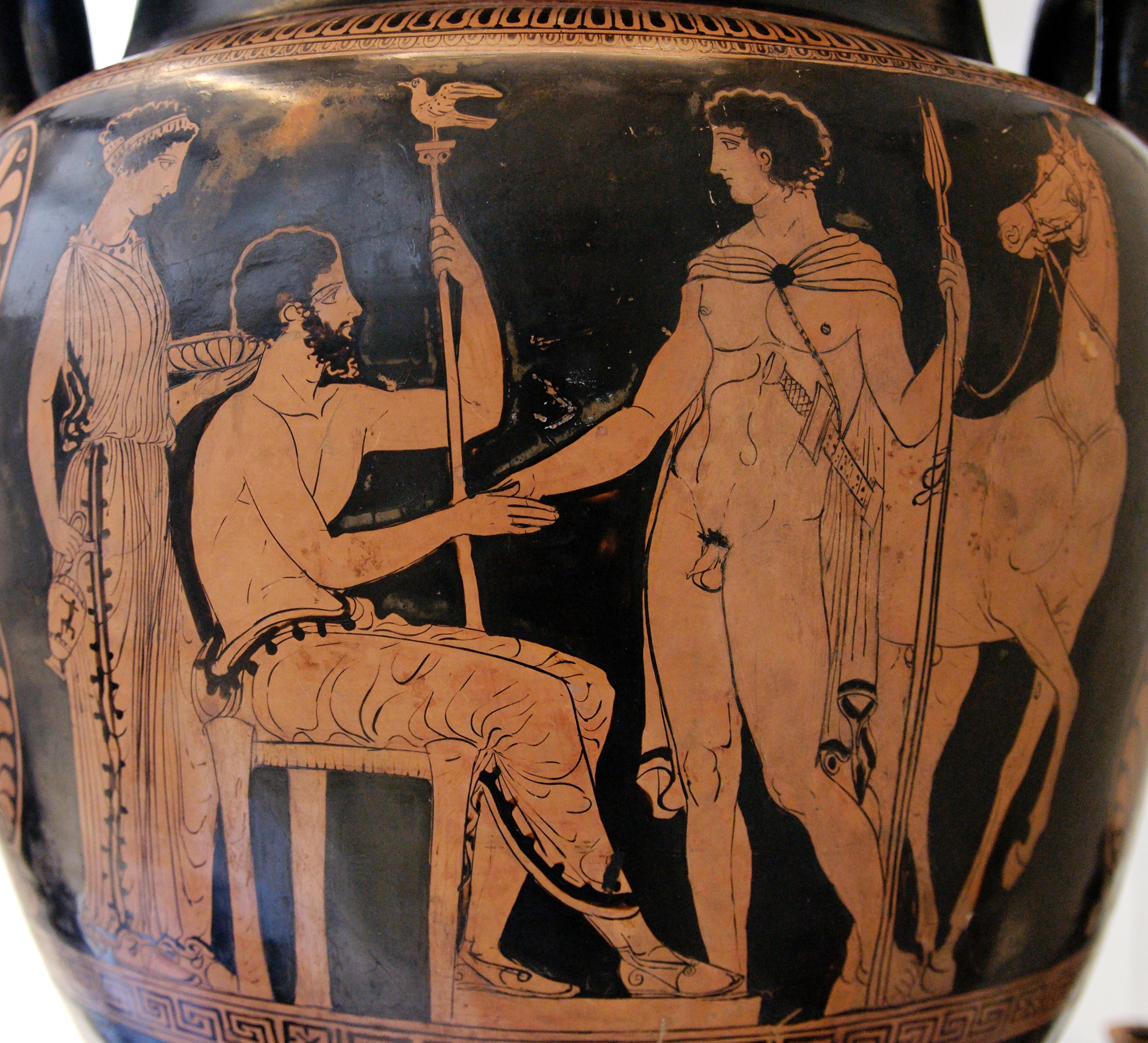
Egeu primindu-l pe Tezeu

Medea a aflat că Tezeu, adevăratul moștenitor al lui Egeu, se îndreaptă spre Atena. I-a spus lui Egeu că Tezeu este un dușman, care râvnește la tronul său. Tot ea a preparat o otravă și l-a convins pe Egeu să-l primească pe străin, să-l ospăteze și să-i strecoare otrava în băutură. Temându-se să nu piardă puterea, Egeu a vrut să-i urmeze sfatul și să îl otrăvească pe Tezeu. Dar, tocmai când ducea cupa la gură, Egeu a recunoscut sabia, și a azvârlit pe jos cupa otrăvită. S-a bucurat de întoarcerea fiului său și a izgonit-o pe Medea și pe fiul ei Medus din cetate.
Fiii lui Pallas sperau să ia puterea la moartea lui Egeu, așa că au pornit un război la aflarea veștii că Tezeu a fost numit succesor la tron. Tezeu i-a învins repede. Mai târziu, când Tezeu a plecat în insula Creta, spre a încerca să învingă un monstru numit Minotaur, Egeu s-a temut să nu-și piardă fiul, și să rămână din nou fără moștenitor. Tezeu l-a liniștit pe tatăl său, spunându-i că dacă se va întoarce victorios din Creta, va înălța o pânză albă pe corabia cu care se va întoarce. De va fi ucis în luptă, pânza corăbiei va rămâne cea neagră.
Tezeu l-a învins pe Minotaur, dar el și oamenii care îl însoțeau au uitat să ridice pânza albă, pa întoarcerea spre Atica. Văzând Egeu apărând în zare corabia cu pânza neagră, a crezut că Tezeu a fost ucis în Creta. De durere, Egeu s-a aruncat de pe Acropole și a murit. Legenda spune că s-a aruncat în mare, și s-a înecat, iar marea aceea a purtat de atunci numele său: Marea Egee.